# Ihor Ivanovics Kril
Ihor Ivanovics Kril (ukránul: Ігор Іванович Кріль; Cservonohrad, 1961. május 10.) ukrán mérnök és politikus, az Egységes Közép párt elnöke. Angolul beszél. Nős, felesége, Tetjana Leonyidovna Kril (1961) magánvállalkozó. Két gyermeke van, Jekaterina (1985) és Anton (1986).

## Szakmai karrierje
1976–1980 között Lvivben tanult egy rádióelektronikai technikumban. A középiskola elvégzése után négy hónapot a cservonohradi Szmena (ma: Zmina) rádióelektronikai vállalatnál dolgozott technikusként. 1980 augusztusában kezdte meg tanulmányait a Lvivi Műszaki Egyetem gépgyártás-technológia szakán, ahol 1985-ben szerzett gépészmérnöki oklevelet. Egyetemi tanulmányai után a Szmena vállalatnál kezdett dolgozni. 1988–1991 között a munkácsi Karpati üzem gépgyártás-technológusa volt. 1991-től 1996-ig több kisebb cégnél dolgozott Munkácson és Cservonohradba mérnökként és cégvezetőként. 1996-ban lett a Viktor Balohához kötődő Barva Kft. cég ungvári részlegének igazgatója. Később a Ternopili Pénzügy és Gazdasági Főiskolán közgazdasági ismereteket is tanult.

## Politikai karrierje
1999-ben kapcsolódott be az ukrán politikai életbe, politikai karrierje nagymértékben Viktor Balohához kötődik. 1999 júniusában a Viktor Baloha irányítása alatt álló Kárpátaljai Területi Állami Közigazgatási Hivatal (területi adminisztráció) elnökhelyettesévé nevezték ki. 2000 júniusáig a gazdasági és pénzügyi területet felügyelte elnökhelyettesként, majd ezt követően egy évig első elnökhelyettesként tevékenykedett. Viktor Baloha leváltása után, 2001 júniusában Kril is távozott a területi vezetésből, és ismét a magánszférában helyezkedett el, a Barva Kft. helyettes igazgatója volt egy évig. Közben, 2002 márciusában a 70. sz. választókerületben a Mi Ukrajnánk – Viktor Juscsenko Blokk színeiben indult a parlamenti választásokon, de nem jutott mandátumhoz. A parlamenti választásokkal egyidőben megtartott helyhatósági választásokon azonban bejutott a Kárpátaljai Területi Tanácsba, ahol az infrastruktúra-fejlesztési állandó bizottság elnöke volt. 2003-2004 között a Munkácsi Városi Tanácsnak is ragja volt. A Kucsma-korszak utolsó időszakában, 2001 januárjától 2005 februárjáig ismét a magánszférába tért vissza, a munkácsi TranszSzofGrup Kft. igazgatóhelyettese volt.
A narancsos forradalom után ismét állami tisztséghez jutott. 2005 márciusa és novembere között az ukrán Állami Adóhivatal kárpátaljai igazgatóságának vezetője volt. A 2006-os parlamenti választásokon a Mi Ukrajnánk pártlistájának 71. helyéről szerzett képviselői mandátumot. 2006 júliusától a parlament 2007-es feloszlatásáig a költségvetési bizottság tagja volt. A 2007 novemberében megtartott időközi parlamenti választáson a Mi Ukrajnánk – Népi Önvédelem blokk listájának 40. helyéről jutott be a parlamentbe. Ebben az időszakban a Mi Ukrajnánk Népi Szövetség párt elnök-helyettese is volt.
2008. március 27-én a Juscsenko elnök támogatására a Mi Ukrajnánkból kilépett képviselők által létrehozott Egységes Közép párt elnökévé választották.
2012-ig volt tagja az Ukrán legfelsőbb Tanácsnak, ezt követően nem vállalt politikai szerepet.

## Külső hivatkozások
- Ihor Kril az Ukrán Legfelsőbb Tanács honlapján (ukránul)
- Életrajza a Zakarpattya Online oldalán (ukránul)